# Ussuri-Spitzmaus
Die Ussuri-Spitzmaus (Sorex mirabilis) ist die größte Spitzmausart aus der Gattung der Rotzahnspitzmäuse (Sorex). Sie kommt in Teilen Russlands in der Region Primorje, dem Norden der Volksrepublik China und dem Norden Koreas vor.

## Merkmale
Mit einer Kopf-Rumpf-Länge von 7,4 bis 9,2 Zentimetern und einem Gewicht von 11 bis 14 Gramm zählt die Ussuri-Spitzmaus zu den großen Spitzmausarten und ist die größte Art der Rotzahnspitzmäuse. Der Schwanz erreicht eine Länge von 63 bis 73 Millimetern – und ist damit nur wenig kürzer als der Restkörper – der Hinterfuß von 16 bis 18 Millimetern. Die Rückenfärbung ist eisengrau und unterscheidet sich nicht von der grauen Bauchseite.
| 1 | · | 5 | · | 1 | · | 3 | = 32 |
| 1 | · | 1 | · | 1 | · | 3 | = 32 |

Der Schädel hat eine Gesamtlänge von mehr als 23 Millimetern. Wie die meisten Arten der Gattung besitzt die Art im Oberkiefer pro Hälfte einen Schneidezahn (Incisivus) und danach fünf einspitzige Zähne, einen Vorbackenzahn (Praemolar) und drei Backenzähne (Molares). Im Unterkiefer besitzt sie dagegen einen einzelnen Eckzahn (Caninus) hinter dem Schneidezahn. Insgesamt verfügen die Tiere damit über ein Gebiss aus 32 Zähnen. Die Zahnwurzeln sind wie bei den meisten Rotzahnspitzmäusen rot gefärbt. Der zweite einspitzige Zahn des Oberkiefers kann kleiner oder größer als der erste sein, der vierte ist größer als der dritte, aber immer kleiner als der erste und zweite.
Das Genom der Ussuri-Spitzmaus besteht aus einem diploiden Chromosomensatz aus 2n=38 (FN=66).

## Verbreitung

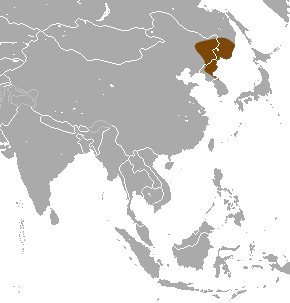
Verbreitungsgebiet (braun) der Ussuri-Spitzmaus

Das Verbreitungsgebiet der Ussuri-Spitzmaus befindet sich im äußersten Nordosten des asiatischen Kontinents. Die Art kommt in Teilen Russlands in der Region Primorje, dem Norden der Volksrepublik China und dem Norden Koreas vor. In China beschränken sich die Vorkommen auf den äußersten Norden in den Provinzen Heilongjiang und Jilin.

## Lebensweise
Über die Lebensweise der Ussuri-Spitzmaus liegen nur sehr wenige Daten vor und sie wird nur sehr selten dokumentiert. Der Lebensraum besteht vor allem aus primärem Laubwald sowie Mischwäldern, dabei lebt die Art in Talgebieten und an Berghängen. Die Aktivitätsraten sind höher als bei anderen Rotzahnspitzmäusen. Wie alle Spitzmäuse ernähren sich auch diese Arten von wirbellosen Tieren, vor allem von Regenwürmern und Insekten sowie deren Larven, teilweise jedoch auch vom Fleisch kleinerer Nagetiere; insgesamt konsumiert eine Sorex mirabilis durchschnittlich 214,2 % ihres Körpergewichts täglich. Pro Jahr gibt es eine Fortpflanzungsperiode und damit einen Wurf, in besseren Jahren können ausnahmsweise auch zwei Würfe vorkommen. Jungtiere werden ab August beobachtet, die Geschlechtsreife erreichen sie mit der ersten Warmzeit nach ihrer Geburt.

## Systematik
Die Ussuri-Spitzmaus wird als eigenständige Art innerhalb der Gattung der Rotzahnspitzmäuse (Sorex) eingeordnet, die aus etwa 80 Arten besteht. Die wissenschaftliche Erstbeschreibung stammt von dem russischen Mammalogen Sergei Iwanowitsch Ognjow aus dem Jahr 1937, der ein Individuum von dem russischen Fluss Kamenka, einem Nebenfluss des Ussuri, beschrieb. Innerhalb der Gattung wird die Art in die monotypische und nach Ognev benannte Untergattung  Ognevia eingeordnet. Teilweise wurde sie als konspezifisch zu der Pazifischen Spitzmaus (S. pacificus) betrachtet, gilt jedoch aufgrund zahlreicher Merkmale heute als eigenständige Art. Eine nähere Verwandtschaft mit der Alpenspitzmaus (S. alpinus) wird teilweise aufgrund der Genitalmorphologie vermutet.
Innerhalb der Art werden neben der Nominatform Sorex mirabilis mirabilis keine weiteren Unterarten unterschieden.

## Bedrohung und Schutz
Von der International Union for Conservation of Nature and Natural Resources (IUCN) wird die Ussuri-Spitzmaus aufgrund fehlender Daten nicht eingeordnet und wird als „data deficient“ gelistet.